# دان سلطان
دان سلطان (بالإنجليزية: Dan Sultan)‏ هو مغني أسترالي، ولد في 1983 في Williamstown, Victoria ‏ في أستراليا.

## وصلات خارجية
- الموقع الرسمي
- دان سلطان على موقع ميوزك برينز (الإنجليزية)
- دان سلطان على موقع أول ميوزيك (الإنجليزية)
- دان سلطان على موقع ديسكوغز (الإنجليزية)